# Ивот (Шосткинский район)
Ивот (укр. Івот) — село, Ивотский сельский совет, Шосткинский район, Сумская область, Украина.
Код КОАТУУ — 5925381701. Население по переписи 2001 года составляло 904 человека.
Является административным центром Ивотского сельского совета, в который не входят другие населённые пункты.

## Географическое положение
Село Ивот находится на правом берегу реки Ивотка, выше по течению на расстоянии в 4,5 км расположено село Антоновка (Ямпольский район). По селу протекает пересыхающий ручей с запрудой.
К селу примыкают лесные массивы (берёза, сосна).
Через село проходит автомобильная дорога Т-1908.

## История
- Село Ивот известно со второй половины XVI века.
- Поблизости села Ивот обнаружено поселение времени неолита.
- Во время революции существовала Ивотская республика, провозглашенная в 1918 году на территории нескольких волостей, вокруг села, местным уроженцем полковником царской армии Андреем Ладынским.
- 10 марта 1943 года в село Ивот ворвались немцы и расстреляли и сожгли живьём 392 жителей.

## Экономика
- ООО «Прогресс».

## Объекты социальной сферы
- Школа

## Достопримечательности
- 9 мая 1976 года в селе открыт памятник. На земляной насыпи, обложенной дёрном, установлена железобетонная скульптура женщины с ребёнком, охваченных пламенем. Справа и слева от скульптуры — стелы, на которых закреплено 19 мраморных плит. На четырёх плитах фамилии воинов, на пяти — имена односельчан, на десяти — имена 392 жителей, убитых немецкой армией.